# Cmentarz w Godętowie
Niewielki ewangelicki cmentarz wiejski dla miejscowości Godętowo. Znajduje się niecały kilometr na południe od miejscowości w lesie.

Ostatnie pochówki miały miejsce "co najmniej" w 1945 roku. Cmentarz zrujnowany, otoczony obecnie drewnianą barierką.
 
Na cmentarzu zachowany kamienny obelisk wys. 2,2 m z inskrypcją, oraz krzyż również z kamienia z inskrypcją.
Cmentarz został "uszkodzony" podczas "kosmetycznej" przycinki drzew w pierwszych latach XIX w.